# David Kandel

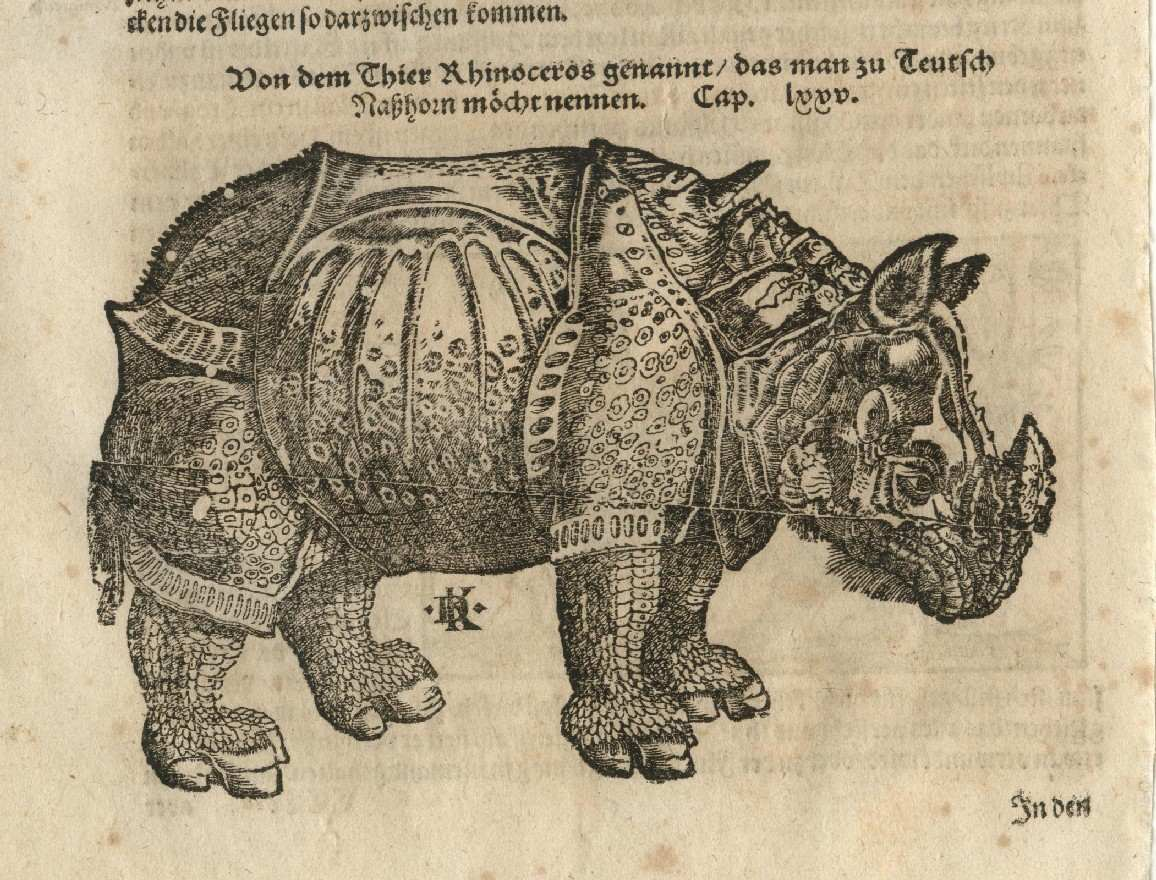
A ilustração “Rhinoceros” ("xilogravura") (34 x 20,5 cms) por David Kandel, impressa na obra de Sebastian Münster intitulada “Cosmographia” de 1598. A relação é óbvia com a representação presente no desenho de Dürer (From - The Dr. Nuno Carvalho de Sousa Private CollectionS - Lisbon)

David Kandel (1520 - 1592) foi um típico artista renascentista. Como sabemos, uma das qualidades do espírito renascentista foi sem dúvida a sua preocupação com os elementos constituintes do Mundo Natural e sua compreensão. Os trabalhos e obras de arte de autores renascentistas, tal como os trabalhos dos cientistas do renascimento, alteraram para sempre a percepção do mundo em que vivemos. David Kandel foi um dos mais talentosos, e por isso mesmo dos mais conhecidos, artistas gravadores do Renascimento. E tal como se verifica para tantos outros autores deste período, muito pouca informação pode ser verificada, nos registros sobreviventes da época, respeitantes à sua vida pessoal e mesmo profissional. Podemos afirmar, no entanto, que, sendo filho de um cidadão de Estrasburgo, fosse também ele nascido,no ano de 1520, nessa mesma cidade. Sabemos ainda ter-se casado com 34 anos, em 1554. Aos 67 anos de idade, em 1587, tornar-se-ia "dono de uma casa" na mesma cidade. Aí morreria, em 1592, com 72 anos, uma idade consideravelmente avançada para a época. Os seus melhores trabalhos, cujos temas são muito variados, são sem dúvida as ilustrações botânicas. No entanto, David Kandel ilustrou de tudo um pouco, desde as mencionadas plantas, animais e, as quase obrigatórias na época, cenas históricas da Bíblia Sagrada entre outras. O expoente máximo do seu trabalho é mundialmente reconhecido como a sua brilhante contribuição, através de 550 gravuras botânicas belíssimas, para famosa obra “Kreuterbuch” (ou “O Livro das Plantas”), por Hieronymus Bock. Esta obra tornar-se-ia, durante mais de 200 anos, um verdadeiro marco na sua área para todos os escolásticos e investigadores interessados no tema. Nestas gravuras, designadas por Xilogravura por serem efetuadas em negativo em blocos de madeira posteriormente utilizados na impressão, o detalhe atingido por Kandel é soberbo. São descritas e ilustradas, com grande minúcia e mestria, inúmeras plantas, ervas e árvores sempre com base em pesquisas da época e em escritos e teorias da Antiguidade. É igualmente famoso o seu "woodcut" intitulado "Rhinoceros" (trad. "Rinoceronte") especialmente elaborado para a obra-prima de Sebastian Munster “Cosmographia” (trad. “Cosmografia”) em conjunto com uma série de mapas e ilustrações. Esta sua representação “Rhinoceros”, é claramente baseada no desenho de Dürer referente ao Rinoceronte do Rei D. Manuel I, enviado para a corte portuguesa por Afonso de Albuquerque e depois oferecido ao Papa Leão X, conhecido pelo Papa da Família Médici tendo morrido após o naufrágio, ao largo da costa italiana, da embarcação onde seguia e antes de chegar à corte papal."